# Langis (rivière)
Le Langis est une rivière française qui coule dans le département du Cher. Il se jette dans l'Yèvre à Bourges.

## Géographie
Bassin de l’Yèvre. Affluent de la rivière l’Yèvre et 18,8 km de longueur.

## Communes traversées
Le Langis traverse quatre communes :
- Soulangis, Saint-Michel-de-Volangis, Saint-Germain-du-Puy et Bourges.